# Stewart McKimmie
Stewart McKimmie (* 27. Oktober 1962 in Aberdeen) ist ein ehemaliger schottischer Fußballspieler. Der Abwehrspieler lief in 40 Länderspielen für die schottische Nationalmannschaft auf.

## Sportlicher Werdegang
McKimmie kam über den Banks o' Dee FC zum FC Dundee, für den er 1980 in der Scottish Football League First Division debütierte und als Zweitligameister in die Scottish Football League First Division aufstieg. Als eine der Stützen, die den Klub in der höchsten Spielklasse hielten, machte er bei den schottischen Spitzenklubs auf sich aufmerksam. Im Herbst 1983 lotste ihn Cheftrainer Alex Ferguson zum FC Aberdeen, wo Stuart Kennedy nach einer im Halbfinale des später gegen Real Madrid gewonnenen Europapokals der Pokalsieger 1982/83 zugezogenen Knieverletzung seine Karriere hatte beenden müssen. Im UEFA Supercup gewann er kurze Zeit später gegen den Hamburger SV einen internationalen Titel und etablierte sich auch bei seinem neuen Verein dauerhaft in der Defensive. Unter Ferguson gewann er an der Seite von u. a. Alex McLeish, Gordon Strachan, Frank McDougall, Willie Miller und Jim Leighton in den Spielzeiten 1983/84 und 1984/85 den nationalen Meistertitel – die letzten Meisterschaften, die nicht an Celtic Glasgow oder die Glasgow Rangers gingen. Daneben gewann er mit dem Klub je dreimal den Scottish FA Cup und den Scottish League Cup.
Nachdem McKimmie bereits für die schottische U-21-Auswahl gespielt hatte, debütierte er 1989 in der A-Nationalmannschaft. Mit dieser nahm er an der WM-Endrunde 1990 sowie den beiden EM-Turnieren 1992 und 1996 teil, bei denen die Auswahlmannschaft jeweils am Ende der Gruppenphase ausschied. Der letzte Auftritt im Nationaljersey war dabei die 0:2-Niederlage gegen England im zweiten Gruppenspiel der EURO 1996. Sein einziges Länderspieltor während der bis 1996 andauernden und 40 Spiele umfassenden Nationalmannschaftskarriere erzielte er im März gegen den amtierenden Weltmeister Argentinien, der spielentscheidende Treffer bedeutete einen 1:0-Erfolg im Hampden Park.
Anfang 1997 wechselte McKimmie zum Ausklang seiner aktiven Laufbahn zu Dundee United, kam aber beim Erstligisten nur noch unregelmäßig zum Einsatz und beendete im Sommer 1998 seine Karriere. Später trat er als Experte in Print- und TV-Medien in Erscheinung.